# NAD(P)H ossidasi
La NAD(P)H ossidasi è un enzima appartenente alla classe delle ossidoreduttasi che catalizza la formazione dell'anione superossido secondo la reazione:
{\displaystyle {\ce {NADPH + 2O2 -> NADP+ + H+ + 2O2-}}}
In presenza dell'enzima superossido dismutasi l'anione superossido può essere convertito in perossido d'idrogeno.
L'enzima richiede FAD, eme e calcio. Quando il calcio è presente, questa glicoproteina transmembrana genera H2O2 transferendo elettroni dal NAD(P)H intracellulare all'ossigeno molecolare extracellulare. Il ponte elettronico all'interno dell'enzima contiene una molecola di FAD e probabilmente due gruppi eme. Questa flavoproteina è espressa nella membrana apicale dei tireociti, e fornisce H2O2 per la biosintesi perossidasi-catalizzata degli ormoni della tiroide.